# 中国内蒙古森林工业集团
中国内蒙古森林工业集团，简称内蒙古森工，与2017年2月20日挂牌成立的内蒙古大兴安岭重点国有林管理局（前身为内蒙古大兴安岭林业管理局）为一个机构两块牌子，是中华人民共和国内蒙古自治区直属的重点国有林区森林资源行政管理机构。2020年8月1日，中国内蒙古森林工业集团有限责任公司在牙克石市正式挂牌运营。
内蒙古大兴安岭重点国有林区是中国四大国有林区之一，地跨呼伦贝尔市、兴安盟9个旗、县级市，林业主体生态功能区总面积10.67万平方公里。

## 林业区划
内蒙古大兴安岭林管局现有19个林业局、1个原始林区管护局、2个自然保护区管理局。
- 林业局：阿尔山林业局、绰尔林业局、绰源林业局、乌尔旗汉林业局、库都尔林业局、图里河林业局、伊图里河林业局、克一河林业局（含诺敏森林经营所）、甘河林业局、吉文林业局、阿里河林业局、根河林业局、金河林业局、阿龙山林业局、满归林业局、得耳布尔林业局、莫尔道嘎林业局（含额尔古纳自然保护区）、大杨树林业局、毕拉河林业局（含北大河林业局）
- 原始林区管护局：北部原始林区管护局（含乌玛、奇乾、永安山3个未开发的林业局）
- 自然保护区管理局：汗玛自然保护区管理局、绰纳河自然保护区管理局